# متحف إسبانيا الوطني للآثار
متحف إسبانيا الوطني للآثار (بالإسبانية: Museo Arqueológico Nacional de España)‏ يقع في مدينة مدريد عاصمة إسبانيا، ويتشارك في المبنى مع المكتبة الوطنية.
تم تأسيس المتحف عام 1867 بأمر من الملكة إيزابيل الثانية.

## وصلات خارجية
- الموقع الألكتروني الرسمي